# Фармингтон (река)
Фа́рмингтон (англ. Farmington River) — река на юго-западе штата Массачусетс и северо-западе штата Коннектикут, США.
Длина реки — 130 км, площадь бассейна — 1577 км². Территория у реки популярна для рекреационного отдыха, вода используется для водоснабжения близлежащих населённых пунктов. Существует также некоммерческая организация The Farmington River Watershed Association, работающая над сохранением благоприятной обстановки на реке.
Истоки реки находятся около Бекета, впадает Фармингтон в реку Коннектикут в Уинсоре (Коннектикут).
На реке построены две гидроэлектростанции.
Река также известна наводнениями. В октябре 2005 года и мае 2006 года из сильных дождей была затоплена долина реки, леса и поля около Симсбери.